# Africa Cup 1B 2016
La Africa Cup 1B del 2016 se disputó como dos triangulares, de los cuales los ganadores, además de ganarse el derecho de disputar la final del torneo, aseguraron un cupo para la Rugby Africa Gold Cup 2017.
El Grupo A fue ganado por Senegal y sus partidos se celebraron en el Estadio Municipal de Mahamasina de Antananarivo, capital de Madagascar. El triangular del grupo B fue jugado en el Stade Mustapha Ben Jannet de la ciudad tunecina de Monastir y fue ganado por el equipo local. El partido final también se disputó en el mencionado estadio de Monastir y resultó victorioso Senegal que se ubicaba varios puestos por debajo de su rival en el ranking mundial.

## Equipos participantes
| - Selección de rugby de Madagascar (Les Makis) - Selección de rugby de Senegal (Lions de la Téranga) - Selección de rugby de Zambia | - Selección de rugby de Botsuana (The Vultures) - Selección de rugby de Costa de Marfil (Éléphants) - Selección de rugby de Túnez |

## Grupo A

### Posiciones
| Pos. | Equipo     | Encuentros | Encuentros | Encuentros | Encuentros | Tantos  | Tantos    | Tantos     | Puntos Bonus | Puntos Totales |
| Pos. | Equipo     | jugados    | ganados    | empatados  | perdidos   | a favor | en contra | diferencia | Puntos Bonus | Puntos Totales |
| ---- | ---------- | ---------- | ---------- | ---------- | ---------- | ------- | --------- | ---------- | ------------ | -------------- |
| 1    | Senegal    | 2          | 2          | 0          | 0          | 84      | 27        | + 57       | 2            | 10             |
| 2    | Madagascar | 2          | 1          | 0          | 1          | 48      | 45        | + 3        | 2            | 6              |
| 3    | Zambia     | 2          | 0          | 0          | 2          | 18      | 78        | - 60       | 0            | 0              |

Nota: Se otorgan 4 puntos al equipo que gane un partido y 2 al que empate
Puntos Bonus: 1 punto por convertir 4 tries o más en un partido y 1 al equipo que pierda por no más de 7 tantos de diferencia
|  | A la final y clasifica a GC 2017 |

|  | Juega por la permanencia |

### Resultados

#### Primera fecha
| 12 de junio | Madagascar | 24 - 15 | Zambia |  |  |
|             |            | Reporte |        |  |  |

#### Segunda fecha
| 15 de junio | Zambia | 3 - 54  | Senegal |  |  |
|             |        | Reporte |         |  |  |

#### Tercera fecha
| 19 de junio | Madagascar | 24 - 30 | Senegal |  |  |
|             |            | Reporte |         |  |  |

## Grupo B

### Posiciones
| Pos. | Equipo          | Encuentros | Encuentros | Encuentros | Encuentros | Tantos  | Tantos    | Tantos     | Puntos Bonus | Puntos Totales |
| Pos. | Equipo          | jugados    | ganados    | empatados  | perdidos   | a favor | en contra | diferencia | Puntos Bonus | Puntos Totales |
| ---- | --------------- | ---------- | ---------- | ---------- | ---------- | ------- | --------- | ---------- | ------------ | -------------- |
| 1    | Túnez           | 2          | 2          | 0          | 0          | 93      | 15        | + 78       | 2            | 10             |
| 2    | Costa de Marfil | 2          | 1          | 0          | 1          | 25      | 63        | - 38       | 0            | 4              |
| 3    | Botsuana        | 2          | 0          | 0          | 2          | 23      | 63        | - 40       | 1            | 1              |

Nota: Se otorgan 4 puntos al equipo que gane un partido y 2 al que empate
Puntos Bonus: 1 punto por convertir 4 tries o más en un partido y 1 al equipo que pierda por no más de 7 tantos de diferencia
|  | A la final y clasifica a GC 2017 |

|  | Juega por la permanencia |

### Resultados

#### Primera fecha
| 26 de junio | Túnez | 43 - 10 | Botsuana |  |  |
|             |       | Reporte |          |  |  |

#### Segunda fecha
| 29 de junio | Botsuana | 13 - 20 | Costa de Marfil |  |  |
|             |          | Reporte |                 |  |  |

#### Tercera fecha
| 2 de julio | Túnez | 50 - 5  | Costa de Marfil |  |  |
|            |       | Reporte |                 |  |  |

## Final
| 12 de noviembre | Túnez | 14 - 15 | Senegal | Stade Mustapha Ben Jannet, Monastir, Túnez |  |
|                 |       | Reporte |         |                                            |  |

| Bandera de Senegal               |
| Campeón de Africa Cup 1B Senegal |
| Primer título                    |